# إفالداس جاباس
إفالداس جاباس (بالإنجليزية: Evaldas Žabas) مواليد 21 أبريل 1988 في فيلنيوس، هو لاعب كرة سلة كندي. بدأ مسيرته الاحترافية في سنة 2008. يلعب في الدوري البلجيكي لكرة السلة الدرجة الأولى كلاعب هجوم خلفي. يبلغ طوله 6 قدم 2 بوصة (1.9 م).

## المسيرة الاحترافية
لعب مع إسبارن بريمرهافن في الدوري الألماني في موسم 2008–2009، ثم لعب مع وستر وولفز في سنة 2009، ثم لعب مع بليموث رايدرز في موسم 2010–2011، ثم لعب مع نادي باردوبيتسه لكرة السلة في موسم 2012–2013، ثم لعب مع نادي ليتكابليس لكرة السلة في موسم 2014–2015.

## روابط خارجية
- إفالداس جاباس على موقع الاتحاد الدولي لكرة السلة (الإنجليزية)
- إفالداس جاباس على موقع كرة السلة الأوروبية.كوم (الإنجليزية)
- إفالداس جاباس على موقع ريلجم (الإنجليزية)
- إفالداس جاباس على موقع بروبوليرز (الإنجليزية)
- إفالداس جاباس على موقع سبورتس رفرنس (الإنجليزية)